# Balgzand

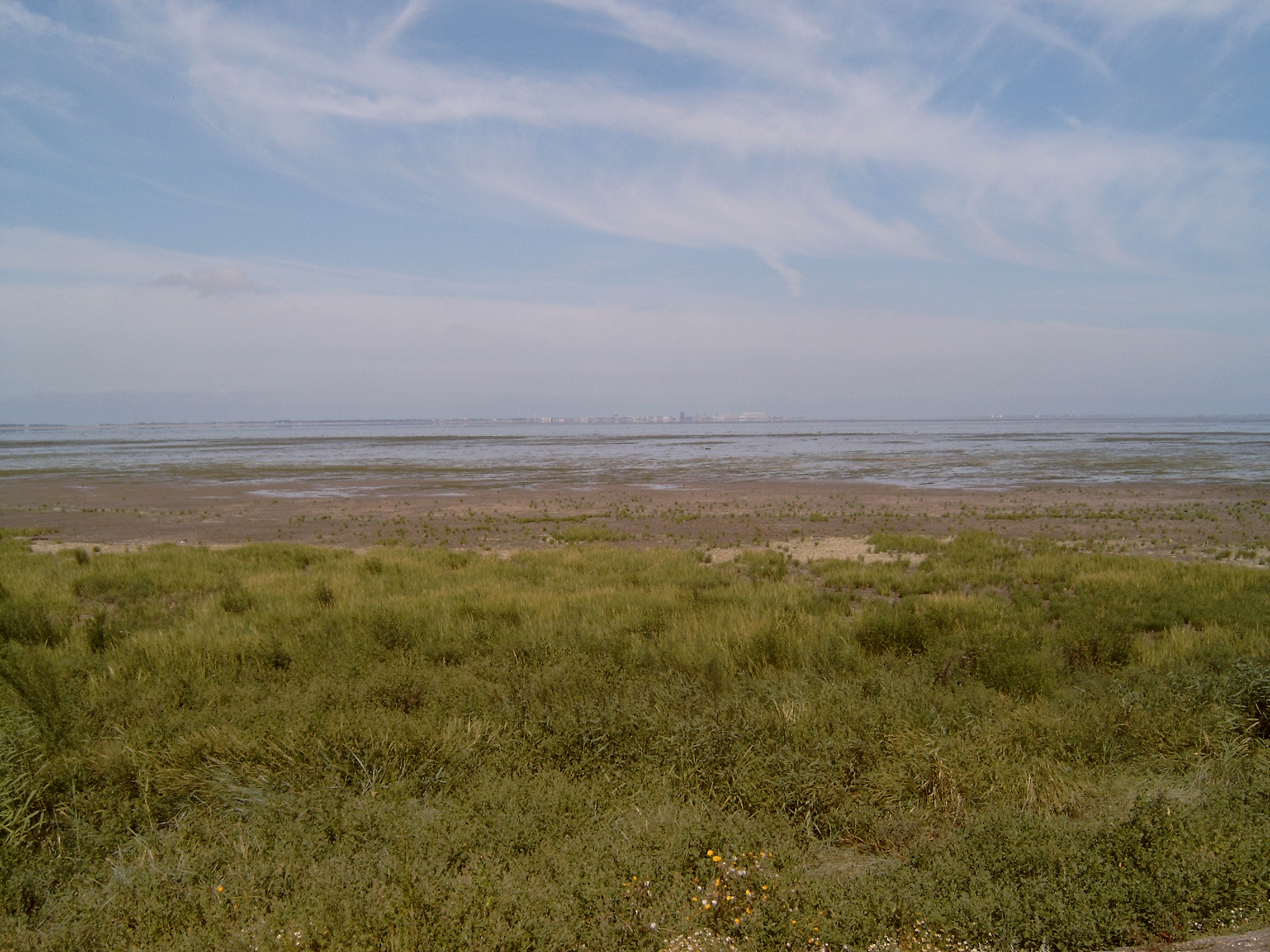
Bij Amstelmeer, kijk op Balgzand-Waddenzee in 2006

Balgzand is een grote Nederlandse wadplaat en tevens natuurgebied. Het 6000 hectare grote natuurgebied is gelegen tussen Den Helder en Wieringen in de kop van Noord-Holland. Bij vloed is er alleen water te zien, bij eb valt er een gebied droog waar tienduizenden vogels voedsel kunnen vinden. Tegen de dijk liggen schorren, plekken die meestal droog blijven bij vloed. Hier broeden onder andere: kluten, visdiefjes, allerlei soorten meeuwen en zelfs lepelaars. In de winter komen hier veel smienten, rotganzen en andere watervogels voor.
Het gebied is niet vrij toegankelijk, maar is onder begeleiding te bezoeken tijdens een excursie of een open dag.
In 1923 werd een nieuwe zeedijk gelegd op het Balgzand, de Balgzanddijk, om de bedijking van het Koegras beter te beschermen. Tegelijkertijd werd binnendijks het Balgzandkanaal gegraven, de verbinding van het Amstelmeer met het Noordhollands Kanaal.
De BBL-pijpleiding van de Bacton Balgzand Line Company is een pijpleiding voor aardgas. Ze verbindt Nederland hier met Bacton in Engeland. De pijpleiding is op 1 december 2006 in gebruik genomen.

## Normerven
Het Normerven is een nieuwe kwelder aan de waddenkust bij het Balgzand. Een buitendijkse landaanwas, die gerealiseerd is bij het op
Deltahoogte brengen van de Waddenzeedijk in de jaren tachtig. Dit land loopt bij hoogwater niet meer onder en is een belangrijke vluchtplaats
voor wadvogels. Trekvogels vinden er een geschikte plek om tijdens vloed te rusten. 